# Santiago (ort i Rio Grande do Sul, Brasilien)
Santiago är en ort i Brasilien.   Den ligger i kommunen Santiago och delstaten Rio Grande do Sul, i den södra delen av landet, 1 700 km söder om huvudstaden Brasília. Santiago ligger 426 meter över havet och antalet invånare är 46 611.
Terrängen runt Santiago är huvudsakligen platt. Santiago ligger uppe på en höjd.
Omgivningarna runt Santiago är huvudsakligen savann. Runt Santiago är det ganska glesbefolkat, med 50 invånare per kvadratkilometer.